# Манчини, Лаура Беатриче
Лаура Беатриче Манчини (Олива) (итал. Laura Beatrice Mancini, рожд. Oliva; 17 января 1821, Неаполь — 17 июля 1869) — итальянская писательница и поэтесса, жена юриста и государственного деятеля Паскуале Манчини.

## Биография
Лаура Беатриче Манчини родилась в 1821 году в семье профессора литературы и философии. У неё было три брата. В 1840 году вышла замуж за Паскуале Манчини. У них было одиннадцать детей. Их дочь, Грация, также стала поэтессой. 
Написала трагедию «Ines», ряд поэм и сборник лирических стихотворений. После 1860 года писала стихотворения о современных ей политических событиях, в «Энциклопедии Брокгауза и Ефрона» стихи Манчини названы изящными и проникнутыми высоким идеализмом.

## Список произведений
- Трагедия «Ines» (Флоренция, 1845)
- Поэма «Colombo al convento dela Rabida» (Генуя, 1846),
- Поэма «Poesie varie» (Генуя, 1848),
- Поэма «L' Italia sulla tomba di Vincenzo Giö berti» (Typин, 1853).
- Лирические стихотворения «Patria ed amore» (Флоренция, 1874).